# Consiglio della Legge
("AGESCI, Regolamento branca E/G")
Il Consiglio della Legge è un momento importante per un reparto poiché è il momento privilegiato di verifica del Sentiero: infatti, è in questa occasione che l'esploratore e la guida riconoscono completato o meno il cammino di tappa e, più in generale, il raggiungimento di mete, specialità, brevetti.
Per evidenziare il momento ufficiale, si inizia con i gridi di squadriglia, e un canto di cerimonia (di solito Insieme) o si può ricordare la legge scout con la promessa scout per ricordare su cosa confrontarsi. 
In definitiva è la tradizione del Reparto che stabilisce i gesti e i simboli necessari per esprimere con semplicità ed essenzialità le funzioni e il clima fraterno del Consiglio della Legge.

## A cosa serve il Consiglio della Legge?
Oltre che momento centrale per la verifica del Sentiero dei ragazzi, il Consiglio della Legge è il luogo in cui vengono assunte
le decisioni "importanti" del Reparto. Si decide il programma dei ragazzi, riportando le loro aspettative a gesti concreti, ci si impegna per l'impresa e si verifica ogni avventura o attività effettuata per riconoscere i miglioramenti personali e comunitari e per evidenziare le mancanze per adempierle.

## Come si verifica il sentiero nel Consiglio della legge?
L'esploratore o la guida, dopo essersi assunto un impegno insieme alla comunità, ne verifica il raggiungimento davanti alla stessa comunità.
Il Consiglio della Legge si rende, quindi, partecipe della crescita di tutti i componenti del Reparto.
Ogni ragazzo verifica le mete sulla base della propria valutazione degli impegni portati a termine e dello stile nel realizzarli;
ad essa si aggiungono riflessioni, suggerimenti e osservazioni della comunità di Reparto che, così facendo, contribuirà in stile di correzione fraterna alla crescita di tutti i suoi componenti.

## Ogni quanto si fa il Consiglio della Legge?
Come dice quel ritaglio di regolamento qui sopra, il Consiglio della Legge si riunisce periodicamente ma è importante scegliere le occasioni giuste.
Bisogna ricordarsi che il Consiglio della Legge è un momento importante e quindi bisogna usarlo a dovere altrimenti può perdere di significato

## Chi organizza il Consiglio della Legge?
È bene che il Consiglio della Legge venga richiesto e in parte organizzato dai capi squadriglia tramite il Consiglio Capi.
Questo perché sono i Capi Squadriglia che organizzano la vita del reparto, ovviamente sotto la guida dei Capi Reparto.